# Capitán Moroni
En el Libro de Mormón de La Iglesia de Jesucristo de los Santos de los Últimos Días, el Capitán Moroni fue un jefe militar que vivió en algún lugar de América alrededor del año 100 a. C..
Según el libro, Moroni llegó a convertirse en el capitán en jefe de todo el ejército nefita a la edad de 25 años. En el libro, Moroni es representado como un hombre recto que confía en el Señor. En el movimiento mormón se lo asocia con el "Estandarte de la Libertad" ("Title of Liberty" en el original inglés) enarbolado por los nefitas como símbolo de su oposición a quienes querían establecer a su líder Amalickiah como rey. El emblema rezaba, según el Libro de Alma: "En memoria de nuestro Dios, nuestra religión, y libertad, y nuestra paz, nuestras esposas y nuestros hijos" ("In memory of our God, our religion, and freedom, and our peace, our wives, and our children"). Con estas palabras condujo a su pueblo contra los rebeldes, los derrotó y ejecutó a los sobrevivientes. El estandarte fue izado sobre todas las torres nefitas.

## Historicidad
Fuera del relato del libro mencionado, que es defendido como histórico por los estudiosos mormones, no hay evidencias acerca de este personaje, ni sobre el lugar del continente americano (llamado Zarahemla) en el cual habitó. Algunos estudiosos consideraban que debió tratarse de las fronteras del actual estado de Iowa, al oeste del Misisipi, donde colonos mormones construyeron un asentamiento con ese nombre en 1841 y otros lo ubicaron en alguna región de Mesoamérica, tal vez en el área maya. No obstante, se han propuesto otras localizaciones.
La época asignada al Capitán Moroni corresponde al florecimiento de Teotihuacán en el Valle de México, el preclásico maya y la aparición de los mochicas en el Perú. En América del Norte es la del primer desarrollo de la Cultura Hopewell, constructores de montículos. 
Los estudiosos de la arqueología americana, excepto en el caso de los relacionados con el mormonismo, consideran que no existe ninguna correlación entre los hechos descritos en el Libro de Mormón, incluida la existencia del Capitán Moroni y su estandarte, y los hallazgos científicos. Los partidarios de la religión mencionada creen que esto es un prejuicio de los académicos.